# Hey Jude
Hey Jude je rocková balada anglické skupiny The Beatles. Nahrávka byla pořízena na přelomu července a srpna 1968 v Trident Studios v Londýně a vyšla jako vůbec první singl společnosti Apple Records 26. srpna 1968 v USA a 30. srpna 1968 ve Velké Británii. Na B straně singlu byla skladba „Revolution“. K písni vznikl také videoklip, který režíroval Michael Lindsay-Hogg.
Skladba se v pracovní verzi jmenovala „Hey Jules“ a napsal ji Paul McCartney pro Juliana Lennona, syna Johna Lennona z prvního manželství s Cynthií Lennonovou, aby ho podpořil v těžké životní situaci způsobené rozchodem rodičů. Ve své době byla unikátní v pop music svojí délkou přesahující sedm minut. Beatles ji nahráli spolu s orchestrem čítajícím 36 hudebníků, závěr skladby tvoří coda doprovázená různými výkřiky a potleskem.
Nahrávka získala Ivor Novello Awards a také tři nominace na Ceny Grammy, žádnou však neproměnila. Držela se devět týdnů v čele UK Singles Chart a do konce roku 1968 se prodalo po celém světě rekordních šest milionů kopií. V historickém žebříčku nejprodávanějších skladeb Billboard Hot 100, vydaném roku 2015, je „Hey Jude“ na desátém místě. Podle údajů Recording Industry Association of America je nahrávka čtyřnásobně platinová deska. Figuruje na osmém místě seznamu Rolling Stone – 500 nejlepších písní všech dob, v anketě diváků ITV byla „Hey Jude“ zvolena nejoblíbenější písní od Beatles.

## Coververze
Coververze písně nahráli mj. Elvis Presley a Wilson Pickett.
české coververze
- Marta Kubišová nazpívala skladbu s textem Zdeňka Rytíře v roce 1969. Tato verze je použita i ve filmu Nesnesitelná lehkost bytí.[3]
- V témže roce ji nazpíval Petr Němec s textem Vladimíra Čorta.